# Colt Cabana
Scott Colton (6 de mayo de 1980), más conocido con su nombre de luchador Colt Cabana, es un luchador profesional estadounidense. Actualmente trabaja para All Elite Wrestling (AEW), Ring of Honor (ROH) y la New Japan Pro-Wrestling (NJPW). Colton es más conocido por trabajar en la World Wrestling Entertainment, en el programa Smackdown! como Scotty Goldman y luchar Wrestling Society X como Matt Classic.
Colton ha sido tres veces campeón mundial, al ser dos veces Campeón Mundial Peso Pesado de la NWA y una vez Campeón Peso Pesado Británico.

## Vida personal
Scott Colton fue a Western Michigan University y jugó en su equipo de football hasta graduarse en 2002. Mientras estaba allí se hizo amigo de Matt Cappotelli.
Colton es judío y soltero.
Colton y CM Punk fueron grandes amigos en la vida real (desde sus inicios en Ring of Honor hasta mediados de 2016). Ambos son mencionados en la canción de Kidd Russell "I'll do One", Kidd Russell también interpreta Copa Cabana remix la que Colton usa como Colton Cabana.
Colton también comparte la casa con Evan Bourne y con Roderick Strong en Florida.
Colton es hermano de Greg Colton quien trabaja en el programa de FOX Padre de Familia.

## Carrera

### Ring of Honor (2005-2006)
Scott Colton fue entrenado por Chris Guy y Danny Dominion junto con CM Punk. Entró a Ring of Honor bajo el nombre de Colt Cabana y enemigo de CM Punk antes de que hicieran equipo en Second City Saints, llegando a ser Campeones en Parejas de ROH. Con Punk empezando a pelear individualmente, Cabana tuvo feudos con Austin Aries y Nigel McGuinness. El 13 de agosto de 2005, luchó contra CM Punk en Chicago, siendo la última pelea de Punk antes de irse a la WWE.
Entre agosto de 2005 y abril de 2006, Cabana tuvo un violento feudo con Homicide, donde fue estrangulado con un gancho metálico, sangrando después de numerosos sillazos y perdió luego de que le hiciera un piledriven sobre una mesa y de que le aplastara la cabeza con una escalera. El 1 de abril de 2006 en Chicago, Colt Cabana finalmente tuvo su venganza después de un Chicago Street Fight, terminando el feudo después de darse la mano en señal de respeto.
Luego desafió al Campeón Mundial de ROH Bryan Danielson por el título el 22 de abril de 2006 en Filadelfia, ganando Danielson en 5 minutos. Luego le pidió revancha a Danielson el 24 de junio y volvió a perder y luego tuvo una última oportunidad el 26 de agosto, empatando después de que acabara la hora de combate.
En octubre de 2006, Cabana estuvo implicado en un accidente de auto con las superestrellas de Ring of Honor Adam Pearce y Dave Prazak. Cabana estaba conduciendo hacia el evento de Ring of Honor en Dayton, Ohio, cuando perdió el control del coche por las condiciones del clima. El auto quedó inservible, pero todos llevaban el cinturón de seguridad, el cual los salvó. Al principio se creía que Cabana había perdido un dedo del pie, aunque en realidad no le había pasado nada.
El 3 de abril de 2007, fue revelado que Colton había firmado un contrato con la World Wrestling Entertainment y pronto empezó a trabajar en la Ohio Valley Wrestling.

### Wrestling Society X (2006)
En noviembre de 2006, Colton se unió a las filas de un nuevo programa de lucha en MTV llamado Wrestling Society X. El compitió con el nombre de Matt Classic que es como un luchador de los 50's y 60's. El lugar de usar sus movimientos como el Colt.45 y Flying Asshole, sus movimientos eran a la vieja escuela, con el "Head vice" y el "abdominal strech" como movimientos finales. Para parecer un luchador de la vieja escuela, su perfil de WSX decía que había sido campeón en 1952 (28 años antes de que naciera).
De acuerdo con Kevin Kleinrock, el plan era que Cabana apareciera en la segunda temporada como "Letterman" Colt Cabana, el amigo de la universidad de Matt Sydal y su novia, Lizzy Valentine quien estaría engañando a Sydal con Cabana. Matt Classic fue creado para traer a Colt a la familia WSX en la primera temporada Kleinrock dijo que no esperaba que el personaje fuera tan famoso.

### Circuitos independientes
En 2004 y 2005, Colton fue a unos largos viajes a Europa compitiendo en Escocia, Alemania y Francia, pero en general en Inglaterra. En 2004 Cabana recibió el premio a la Pelea del Año en European rounds style por su combate con Johnny Kidd. Cabana también viajó a Puerto Rico a IWA PR a principios de 2005.
En 2006, Cabana se convirtió en un luchador popular en Inglaterra 1 Pro Wrestling (1PW), hizo equipo con Darren Burridge, su equipo se llamaba SHAG (Street Hooligans Adventure Gang). En el primer aniversario de 1PW SHAG ganaron los títulos en pareja en una lucha Three Way Ladder contra los campeones Jonny Storm y Jody Fleisch y otro equipo conformado por Tracey Smothers y Chris Hamrick.
En 2006 Cabana hizo su debut en Japón en Zero 1 Max. En un viaje posterior el hizo aliansa con Steve Corino y Yoshi y se llamaron P Force Men. Ellos usaban trajes rosados.
Cabana también luchó para Irlanda en Irish Whip Wrestling, Austria en Rings of Europe y en Toronto y Montreal en empresas independientes.
La última aparición de Cabana en Europa fue en 1PW el 6 de abril de 2007, donde con su compañero de SHAG Darren Burridge, defendieron satisfactoriamente los títulos en parejas contra Doug Williams y Nigel McGuinness, luego abandono su parte del título.

### World Wrestling Entertainment
Colton ha trabajado en muchas peleas antes en WWE donde ha estado en Heat y en Velocity. En una ocasión él compitió con el nombre de Chris Guy el verdadero nombre de su entrenador Ace Steel. El verdadero Chris Guy en squash match para WWE en 2004 bajo el nombre de Scott Colton.

#### Ohio Valley Wrestling

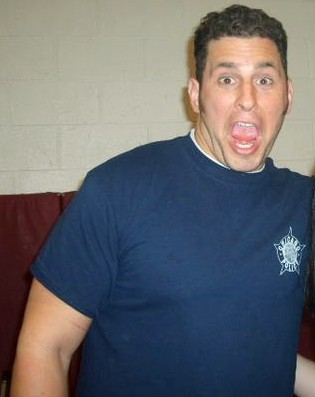
Cabana en Ohio Valley Wrestling en 2007.

El 3 de abril de 2007 fue anunciado que Colton tenía un contrato con WWE. Él fue asignado a Ohio Valley Wrestling su territorio para desarrollar e hizo su debut en TV el 30 de mayo. Luchando como Colt "Boom Boom" Cabana perdió contra Michael W. Kruel en la primera pelea de un campeonato para ver quien iba a enfrentar a The Miz en OVW live event el 8 de junio. Él ganó su primera pelea en OVW cuando forzó al Belgium Brawler a rendirse con su movimiento Chicago Crab el 23 de junio. Después de ayudar a Al Snow a recuperar su papel de buscapleitos de Kruel, Cabana tuvo la oportunidad por el OVW Television Championship luchando contra el campeón Shawn Spears el 11 de agosto. Cabana estuvo varias veces cerca de ganar el título pero no tuvo suerte. Cabana luchó contra Spears el 31 de octubre de 2007 para convertirse en OVW Television Champion.

#### Florida Championship Wrestling
Cuando OVW fue remplazada por Florida Championship Wrestling (FCW) como territorio de desarrollo de WWE, Colt Cabana fue movilizado a FCW.

#### Smackdown! (2008-2009)
El 15 de agosto de 2008, en la edición de Smackdown! Colton hizo su debut como Scotty Goldman, perdiendo contra The Brian Kendrick. El 22 de agosto de 2008, Goldman participó en un 10-man Battle Royal para clasificar por el título WWE Championship en scramble match en Unforgiven. Goldman perdió tras ser eliminado por Curt Hawkins y Zack Ryder.
Su última pelea en Smackdown! fue rápida perdiendo contra The Great Khali, por haberse metido con el mánager de este, Ranjin Singh. El apareció en el Battle Royal para clasificar a Elimination Chamber el 6 de febrero de 2009 pero fue el primer eliminado. Esta fue su primera aparición en TV por casi 5 meses.
Colton tenía un nuevo show en wwe.com, llamado What's Crackin'?, que se estrenó el 14 de enero de 2009. El 20 de febrero del 2009 fue despedido de WWE. Su última pelea fue contra Umaga, la cual perdió.

### Ring of Honor (2009-2011)
Colton regresó a Pro Wrestling Guerrilla el 21 de febrero, regresando a su antiguo nombre Colt Cabana, donde luchó contra Chris Hero por el PWG World Championship en una 3-way match en la que también estaba incluido Human Tornado. Hero retuvo el título haciéndole la cuenta a Tornado.
El 21 de marzo del 2009, hizo su sorpresivo regreso a Ring of Honor. Haciendo pareja con Bryan Danielson derrotando a Bison Smith y su pareja Jimmy Rave (que también regresó a la empresa). El 25 de abril recibió una pelea por el ROH World Championship contra Jerry Lynn pero perdió. El 6 de junio debutó en el programa de ROH HDNet, contra Brent Albright. El 27 de junio derrotó a D'Lo Brown en un show de ROH.
El 22 de septiembre, en el programa de TNA, TNA Impact!, Colton luchó bajo su nombre de Colt Cabana para derrotar a Puma.
El 25 de febrero de 2010, Chikara anunció que Colton sería parte del 2010 King of Trios tournament en abril. Bajo el nombre de Matt Classic luchó junto a Dasher Hatfield y Sugar Dunkerton como Throwbacks. El 23 de abril, el trío de Classic, fue derrotado en la primera ronda, contra los ganadores del torneo, F.I.S.T. (Chuck Taylor, Icarus y Gran Akuma).
Colt luchó en un combate no televisado en la edición del "NXT" del 2 de agosto.

### Revolución Lucha Libre (2011)
Cabana estuvo presente, el 23 de octubre por primera vez en Chile, en la empresa Revolución Lucha Libre para el evento El Día de los Elegidos 2011. En este evento se enfrentó en una lucha 3 Esquinas a 2 caídas (Primera caída por el Campeonato Nacional RLL y la segunda por el Campeonato Internacional Absoluto RLL) enfrentándose a Coyote y El Perro Ramces. Cabana logra obtener el Campeonato Internacional Absoluto convirtiéndose en el nuevo campeón de RLL. El 23 de diciembre tuvo su primera defensa en AIW Wrestling donde venció a Aero reteniendo el cinturón de RLL. Se anunció una pelea por el título, entre Cabana(c), Coyote y Slayer en el evento "Tierra de Campeones" en la promoción GeneraXión Lucha Libre (GLL) saliendo victorioso Slayer.

### Regreso a ROH (2016–2019)
Colt Cabana regresó a ROH en 2016 y se convirtió en luchador y comentarista
El 1 de abril de 2016, Cabana regresó a ROH en Supercard of Honor X, confrontando y desafiando al campeón mundial de ROH Jay Lethal. Cabana recibió su oportunidad por el título contra Lethal el 8 de mayo en Global Wars, pero el combate terminó en un no concurso, cuando Bullet Club se hizo cargo del ring. El 30 de septiembre, en All Star Extravaganza VIII Cabana y Dalton Castle derrotaron a The All Night Express (Rhett Titus y Kenny King) (con Caprice Coleman), Keith Lee y Shane Taylor y War Machine (Hanson y Raymond Rowe ) en una pelea por equipos de Four Corner Survival para el contendiente #1 al Campeonato Mundial por Equipos de ROH . El 14 de octubre, en Glory By Honor XV, una noche Cabana derrotó a Mark Briscoe . La noche siguiente Cabana estaba en el Equipo ROH All-Stars con The Briscoes (Jay Briscoe y Mark Briscoe) y Dalton Castle contra los Campeones del Equipo ROH (Adam Cole, Bobby Fish y The Young Bucks (Matt Jackson y Nick Jackson) en un Ocho -Emparejamiento del Equipo de Eliminación de Hombres que no tuvo competencia porque Cabana y Castle desafiaron a The Young Bucks (Matt Jackson y Nick Jackson) a una ROH Tag Team Campeonato Mundial donde fueron derrotados. En la edición del 19 de noviembre de 2016 del programa de televisión de ROH, Colt Cabana se volvió loco al atacar Dalton Castle y dividir a su equipo de etiqueta. En Final Battle Cabana fue derrotado por Dalton Castle.
El 1 de enero de 2017, Cabana se convirtió en comentarista de Ring of Honor, reemplazando a Nigel McGuinness (mientras todavía luchaba). El 7 de enero, el episodio de Ring of Honor Wrestling Cabana fue derrotado por Chris Sabin, con la ayuda de The Boys. El 18 de febrero, el episodio de Ring of Honor Cabana derrotó a The Boys en un 1 contra 2 Handicap Match. El 4 de marzo en Manhattan Mayhem VI Cabana perdió su revancha con Dalton Castle.
El 15 de abril, el episodio de Ring of Honor Wrestling Cabana estuvo involucrado en un sorteo al azar de un equipo de ocho hombres donde se unió con Bobby Fish , Lio Rush y Hanson cuando fueron derrotados por Jay Lethal, Hangman Page , Jay White y Silas Young , donde los ganadores se enfrentaron en un fatal combate número cuatro para el Campeonato Mundial de ROH.
El 13 de agosto, Cabana desafió a Dalton Castle y los Boys para el Campeonato Mundial por Parejas de Seis Man ROH, y se unió a The Tempura Boyz (Sho & Yohei) en un esfuerzo fallido para ganar el campeonato el 20 de agosto. Después del partido, Cabana estrechó la mano de Castle y los Boys, volviéndole la cara. Colt ahora es más activo como comentarista de color junto a Ian Riccaboni. En la Copa Crockett 2019, Colt Cabana ganó el Campeonato Nacional de Peso Pesado de la NWA de Willie Mack. El 29 de junio de 2019, perdió el campeonato ante James Storm.

### New Japan Pro Wrestling (2019)
El 22 de febrero de 2019, Cabana, junto con muchos otros talentos de ROH, apareció en el Día 1 de Honor Rising: Japón, que tuvo lugar en Korakuen Hall. Junto a Delirious y Cheese Burger, se enfrentaron a Ryusuke Taguchi, Toru Yano y Togi Makabe por el Campeonato de Equipo de Etiqueta de 6 Hombres NUNCA Openweight , pero en un esfuerzo perdedor. Al día siguiente, en el Día 2 de Honor Rising: Japón, Cabana se unió a Toru Yano y salió victorioso en un partido contra Cheese Burger y Delirious. Mientras el talento de ROH regresaba a casa después de Honor Rising: Japón, Cabana se quedaría en Japón. El 25 de febrero de 2019, fue anunciado como uno de los 32 participantes en la New Japan Cup 2019. El 8 de marzo de 2019, Cabana declaró que haría su debut oficial en NJPW Sanada eliminó a Cabana de la Copa de Japón Nueva 2019 en los cuartos de final y el 24 de marzo, Cabana declaró que había terminado el Tour.

### All Elite Wrestling (2020-presente)
Después de hacer múltiples apariciones en All Elite Wrestling desde 2019, se anunció en febrero de 2020 que Cabana había firmado con la promoción. El 1 de abril de 2020, Cabana hizo su debut como comentarista invitado durante AEW Dynamite junto con el comentarista Tony Schiavone.
En mayo, Cabana comenzó una racha perdedora cuando Brodie Lee trató de reclutarlo en The Dark Order. En el episodio del 10 de junio de Dynamite, después de que Cabana perdiera ante Sammy Guevara, Lee salió para ayudar a Cabana a ponerse de pie y una vez más ofrecerle un lugar en el stable. Más tarde esa noche, se vio a Cabana dirigiéndose a la oficina de Lee. La semana siguiente, Lee le entregó a Cabana un sobre que decía que se unirán contra Joey Janela y Sonny Kiss. Cabana y Lee derrotarían a Janela y Kiss después de que Cabana consiguiera el pin de Janela. Durante las próximas semanas, Cabana comenzaría una racha ganadora formando equipo con miembros de The Dark Order a medida que fue reclutado lentamente en el grupo con el tiempo cambiadose a heel lentamente.

### Regreso a Ring of Honor (2022)
En el episodio del 2 de noviembre de 2022 de AEW Dynamite, Cabana desafió a Chris Jericho por el Campeonato Mundial de ROH en un esfuerzo fallido.

## En lucha
- Movimientos finales
  - Billy Goat's Curse / Chicago Crab (Reverse boston crab)
  - Colt. 45 (Double underhook overhead gutwrench backbreaker drop, a veces en configuración back to back)[16]
  - London Dungeon (STF)
  - Clawhold - Circuito independiente
  - Eat the Feet-(Inverted stomp facebreaker)

- Movimientos de firma
  - Cabanarama (Cradle DDT)
  - Canadian Bacon Leaf (Inverted cloverleaf)
  - Flying Asshole (Leaping hip attack a un oponente arrinconado)
  - Lake Shore Drive (Rope hung cutter)
  - Ram-Man (Missile dropkick)
  - Airplane spin
  - Bionic elbow
  - Diving leg drop
  - Over the shoulder belly to belly piledriver sobre la rodilla
  - Double underhook hold
  - Standing powerbomb
  - Hurricanrana
  - Lariat
  - Running double high knee
  - Sitout scoop slam piledriver
  - Snap vertical suplex
  - Springobard moonsault

- Managers
  - Lucy
  - Traci Brooks
  - Bobby Heenan
  - Lacey
  - Daizee Haze
  - Dave Prazak
  - C. Edward Vander Pyle

## Campeonatos y logros
- All American Wrestling
  - AAW Heritage Championship (1 vez)[17]

- All Pro Wrestling
  - APW Worldwide Internet Championship (1 vez, actual)[18]

- All-Star Championship Wrestling / NWA Wisonsin
  - ACW/NWA Wisconsin Heavyweight Championship (1 vez)

- All Star Wrestling
  - ASW People's Championship (1 vez)

- Dramatic Dream Team
  - DDT Ironman HeavymetalWeight Championship (1 vez)

- Christian Wrestling Alliance
  - CWA Heavyweight Championship (1 vez)

- Extreme Wrestling Federation
  - EWF Xtreme 8 Tournament (2004)

- Independent Wrestling Association Mid-South
  - IWA Mid-South Heavyweight Championship (1 vez)[19]

- Insane Wrestling Federation
  - IWF Heavyweight Championship (1 vez)

- International Wrestling Cartel
  - IWC Heavyweight Championship (1 vez)[20]
  - IWC Super Indy Championship (1 vez)[21][22]

- Juggalo Championship Wrestling
  - JCW Heavyweight Championship (1 vez)

- Landmark Wrestling Federation
  - LWF Heavyweight Championship (1 vez)

- Mid-American Wrestling / NWA Mid-American Wrestling
  - MAW Heavyweight Championship (1 vez)[23]

- National Wrestling Alliance
  - NWA World Heavyweight Championship (2 veces)
  - NWA National Championship (2 veces)

- NWA Midwest
  - NWA Illinois Heavyweight Championship (1 vez)[24]

- Ohio Valley Wrestling
  - OVW Television Championship (1 vez)[25]
  - OVW Southern Tag Team Championship (2 veces) – con Charles Evans (1) y Shawn Spears (1)[26]

- One Pro Wrestling
  - 1PW Tag Team Championship (1 vez) – con Darren Burridge[27]

- Pro Wrestling WORLD-1 Great Lakes
  - WORLD-1 Great Lakes Openweight Championship (1 vez)[28]

- Revolución Championship Wrestling
  - RCW World Heavyweight Championship (1 vez)

- Revolución Lucha Libre
  - Campeonato Internacional Absoluto de RLL (1 vez)[29]

- Ring of Honor
  - ROH Tag Team Championship (2 veces) – con CM Punk[30]

- Steel Domain Wrestling
  - SDW Television Championship (1 con)[31]

- UWA Hardcore Wrestling
  - UWA Canadian Championship (1 vez)

- Pro Wrestling Illustrated
  - Situado en el N°292 en los PWI 500 de 2002[32]
  - Situado en el N°242 en los PWI 500 de 2003[33]
  - Situado en el N°155 en los PWI 500 de 2004[34]
  - Situado en el N°95 en los PWI 500 de 2005[35]
  - Situado en el N°67 en los PWI 500 de 2006[36]
  - Situado en el N°108 en los PWI 500 de 2007[37]
  - Situado en el Nº245 en los PWI 500 de 2008[38]
  - Situado en el Nº238 en los PWI 500 de 2009[39]
  - Situado en el Nº101 en los PWI 500 de 2010[40]
  - Situado en el Nº94 en los PWI 500 de 2011[41]
  - Situado en el Nº44 en los PWI 500 de 2012[42]
  - Situado en el Nº99 en los PWI 500 de 2013[43]
  - Situado en el Nº140 en los PWI 500 de 2014[44]
  - Situado en el Nº157 en los PWI 500 de 2015[45]
  - Situado en el Nº157 en los PWI 500 de 2016[46]
  - Situado en el Nº164 en los PWI 500 de 2017[47]
  - Situado en el Nº189 en los PWI 500 de 2018[48]
  - Situado en el Nº120 en los PWI 500 de 2019[49]
  - Situado en el Nº115 en los PWI 500 de 2020[50]
  - Situado en el Nº303 en los PWI 500 de 2021[51]
  - Situado en el Nº474 en los PWI 500 de 2023[52]

- Otros títulos
  - ICW/ICWA Texarkana Television Championship (5 veces)
  - MCW Tag Team Championship (1 vez) – con Steve Stone
  - MMW Heavyweight Championship (1 vez)
  - PWF Cruiserweight Championship (1 vez)
  - WC Heavyweight Championship (1 vez)